# Веселов, Михаил Григорьевич
Михаи́л Григо́рьевич Весело́в (20 ноября 1906, Поречье, Тихвинский уезд, Новгородская губерния — 4 ноября 1987, Ленинград) — советский физик-теоретик, доктор физико-математических наук, профессор, заслуженный деятель науки РСФСР. Один из основоположников квантовой химии в СССР.

## Биография
Родился в крестьянской семье.
В 1932 году окончил Ленинградский государственный университет. Был одним из первых аспирантов В. А. Фока, в 1937 году защитил кандидатскую диссертацию на основе своих работ по применению вариационного метода в статистической модели атома.
В 1952 году защитил докторскую диссертацию на тему «Приближенные квантовомеханические расчеты теории атомов и молекул».
В 1958—1962 годах декан физического факультета Ленинградского государственного университета.
В 1961 году стал заведующим кафедрой квантовой механики, в 1975 году был назначен руководителем отдела теоретической физики Научно-исследовательского института физики ЛГУ и до конца своих дней возглавлял его.

### Семья
- Дочь (незарегистрированный брак с Е. Н. Юстовой) — Анна Михайловна Веселова, физик-экспериментатор, кандидат физико-математических наук. Муж дочери — Людвиг Дмитриевич Фаддеев, физик-теоретик и математик, действительный член РАН.
  - Внучка — Елена Людвиговна Евневич (при рождении Фаддеева), математик.
  - Внучка — Мария Людвиговна Фаддеева, физик-теоретик.

## Научная деятельность
Был соавтором (вместе с В. А. Фоком и М. И. Петрашень) одной из первых работ, рассмотревших электронную корреляцию в атомах. Полученные в этой работе двухэлектронные уравнения называются уравнениями Фока — Веселова — Петрашень.
Широкую известность Веселову принесли его упомянутые выше работы по применению вариационного метода в статистической модели атома.
В 1940-е годы, во время Великой Отечественной войны, Веселов вместе с В. А. Фоком решал задачи аэродинамики методом конформного отображения, имеющие оборонное значение.
В 1960-е годы занялся теорией молекул и квантовой химией, вместе со своими учениками выполнил ряд исследований по теории электронных свойств молекул, благодаря чему считался одним из основоположников квантовой химии в СССР. В это же время Веселов продолжал исследования по теории атомов, вместе со своими учениками создав новый метод расчёта внешних оболочек атомов — метод адиабатического разделения движений по скоростям.
Веселов является одним из авторов таблиц аналитических волновых функций для многоэлектронных атомов.

### Книги
- М. Г. Веселов. Элементарная квантовая теория атомов и молекул. — М.: Гостехиздат, 1955. — 184 с.
- М. Г. Веселов, Л. Н. Лабзовский. Теория атома. Строение электронных оболочек. — М.: Наука, 1986. — 327 с.

### Статьи
- М. Г. Веселов. Применение метода Томаса — Ферми в расчетах электронной энергии двухатомных молекул. I. Статистический метод // ЖЭТФ. — 1937. — Т. 7, вып. 7. — С. 829—841.
- М. Г. Веселов. Применение метода Томаса — Ферми в расчетах электронной энергии двухатомных молекул. II. Комбинированный метод // ЖЭТФ. — 1938. — Т. 8, вып. 2. — С. 139—147.
- М. Г. Веселов. Влияние внутренних электронов на энергию химической связи // ЖЭТФ. — 1938. — Т. 8, вып. 7. — С. 795—804.
- В. А. Фок, М. Г. Веселов, М. И. Петрашень. Неполное разделение переменных для двухвалентных атомов // ЖЭТФ. — 1940. — Т. 10, вып. 7. — С. 723—739.
- М. Г. Веселов, М. И. Петрашень, А. Р. Кричагина. Неполное разделение переменных для атома бериллия // ЖЭТФ. — 1940. — Т. 10, вып. 8. — С. 857—864.
- М. Г. Веселов, М. И. Петрашень. Неполное разделение переменных для атома лития // ЖЭТФ. — 1940. — Т. 10, вып. 11. — С. 1172—1174.
- М. Г. Веселов. Неполное разделение переменных в расчетах многоэлектронных атомов // Известия АН СССР. Серия физическая. — 1941. — Т. 5, № 2—3. — С. 102—106.
- М. Г. Веселов, М. Н. Адамов. Квантовомеханических расчет поляризуемости водородной молекулы // ДАН СССР. — 1947. — Т. 57, № 3. — С. 235—238.
- М. Г. Веселов. Таблицы сил осцилляторов и вероятностей переходов в атомах с малым числом электронов // ЖЭТФ. — 1949. — Т. 19, вып. 11. — С. 959—964.
- М. Г. Веселов. Аналитические волновые функции и значения энергии литиеподобных атомов // ЖЭТФ. — 1953. — Т. 24, вып. 1. — С. 959—964.
- М. Г. Веселов. К вопросу о вычислении вероятностей оптических переходов в атомах // Вестник Ленинградского университета. — 1953. — № 8. — С. 181—185.
- М. Г. Веселов, Т. Н. Рекашева. Некоторые обобщения «металлической» модели в теории сложных молекул // Известия АН СССР. Серия физическая. — 1954. — Т. 18, № 6. — С. 711—712.
- М. Г. Веселов, И. Б. Берсукер. Адиабатическое приближение в квантовой теории атомов // Известия АН СССР. Серия физическая. — 1958. — Т. 22, № 6. — С. 662—664.
- М. Н. Адамов, М. Г. Веселов, Т. К. Ребане. Расчеты электрических и магнитных свойств сложных молекул на основе модели свободных электронов // Известия АН СССР. Серия физическая. — 1958. — Т. 22, № 9. — С. 1015—1018.

## Признание
- Заслуженный деятель науки РСФСР.
- 1986 — первая премия Ленинградского университета за монографию «Теория атома. Строение электронных оболочек».